# Luka Mezgec
Luka Mezgec, slovenski kolesar, * 27. junij 1988, Kranj.
Mezgec je profesionalno kariero začel leta 2010 pri klubu Zheroquadro Radenska, med letoma 2011 in 2012 je tekmoval za Savo, od leta 2013 do leta 2015 pa je bil član kluba Orica-Shimano. 1. junija 2014 je dosegel prvo etapno zmago slovenskega kolesarja na Dirki po Italiji, ko je dobil šprint zadnje etape dirke leta 2014 s ciljem v Trstu. Leta 2016 je postal član ekipe Orica-greenEDGE. Leta 2020 je prvič nastopil na največji dirki na svetu, na Dirki po Franciji. Od leta 2022 dalje je glavni pomočnik nizozemskega sprinterja Dylana Groenewegena.

## Pomembnejša tekmovanja

### Tritedenske etapne dirke
| Grand Tour        | 2013 | 2014 | 2015 | 2016 | 2017 | 2018 | 2019 | 2020 | 2021 | 2022 | 2023 | 2024 | 2025 |
| ----------------- | ---- | ---- | ---- | ---- | ---- | ---- | ---- | ---- | ---- | ---- | ---- | ---- | ---- |
| Dirka po Italiji  | 123  | 136  | 138  | DNF  | 107  | —    | —    | —    | —    | —    | —    | DNF  | —    |
| Dirka po Franciji | —    | —    | —    | —    | —    | —    | —    | 88   | 102  | 101  | 112  | 116  | 152  |
| Dirka po Španiji  | —    | —    | 108  | —    | —    | 141  | DNF  | —    | 109  | —    | —    | —    |      |